# España en el Festival de la Canción de Eurovisión
España participa, de manera ininterrumpida desde su debut en el Festival de la Canción de Eurovisión en 1961 y ha actuado siempre en la gran final. En esa primera participación, quedó en novena posición con la canción «Estando contigo» de Conchita Bautista. En 1999, España comenzó a formar parte del llamado Big Four, junto a Alemania, Francia y Reino Unido; ampliado con Italia en 2011, tras su regreso catorce años después, en que se renombró como Big Five. Este grupo de países pasa directamente a la final, sin tener que competir en las semifinales, debido a que son los cinco mayores contribuyentes a la Unión Europea de Radiodifusión.
España, junto con Israel, Luxemburgo, Irlanda y Suiza, son los únicos países que han ganado en su propio territorio. Ha ganado dos veces el festival, de forma consecutiva (1968 y 1969) y ha quedado entre los cinco primeros puestos en un total de once ocasiones. Asimismo, España junto con Australia, Azerbaiyán, Albania y Letonia son los cinco únicos países que nunca se han retirado del festival desde su debut. 
Actualmente es el país con más participaciones desde su última victoria (56 participaciones).

## Trayectoria

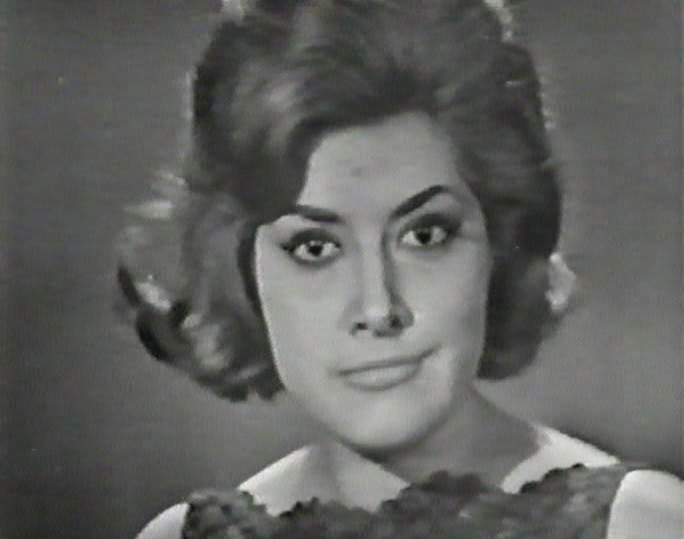
Conchita Bautista en la edición de 1965. Ella también fue la representante en 1961, en la primera participación de España.

La Radiotelevisión Española debutó en el festival en 1961 una vez conectada a la red Eurovisión de la UER, siendo la edición de ese año la segunda emisión internacional retransmitida por TVE tras la boda de Balduino con Fabiola. España ha ganado dos veces el Festival. La primera, en Londres 1968, con la canción «La, la, la», interpretada por Massiel, y la segunda en el año siguiente, 1969, con Salomé interpretando «Vivo cantando». Aunque solo haya ganado dos veces el festival, España ha conseguido altas posiciones varias veces: quedó en segunda posición en 1971, 1973, 1979 y 1995, y en la tercera posición en 1984 y 2022.
España ha participado en el concurso en 62 ocasiones (una de ellas, el festival suspendido de 2020 a causa de la Covid-19, edición que fue sustituida por un gala especial), ha ganado en dos de ellas y quedado en otras veintinueve ocasiones entre los diez primeros: en 1961, 1966, 1967, 1968, 1969, 1970, 1971, 1972, 1973, 1974, 1975, 1977, 1978, 1979, 1982, 1984, 1986, 1989, 1990, 1991, 1995, 1997, 2001, 2002, 2003, 2004, 2012, 2014 y 2022. Asimismo, no ha obtenido punto alguno en tres ocasiones: en 1962 y 1965 —con un sistema diferente de votación— y en 1983, siempre empatando con otros países. 
En el siglo xxi, el mejor resultado de España en Eurovisión ha sido un tercer puesto en 2022 con 459 puntos, la mayor puntuación alcanzada por España en la historia del certamen, con Chanel y el tema «SloMo» en Turín, seguido de David Civera y el tema «Dile que la quiero» con una sexta posición en Copenhague en el año 2001, y de Rosa López con «Europe's living a celebration» que quedó en séptima posición, y Beth Rodergas con su tema «Dime» que obtuvo un octavo puesto (estas dos últimas participantes salidas de Operación Triunfo). 
Tras los malos resultados obtenidos en la clasificación entre 2005 y 2021, a excepción de los conquistados por Pastora Soler y Ruth Lorenzo, se produce en 2022 un cambio en la delegación española y se reorienta la candidatura española. Se realiza un nuevo modelo de selección y se confía a un equipo diferente la presentación, obteniendo un buen resultado. En 2022, la Real Academia Española admite en su diccionario el término eurofán.

### Artistas y éxitos
Muchas de las canciones españolas que han participado en el festival han tenido un gran éxito en España y algunas también en el extranjero. «Eres tú» (1973) ha sido considerada en numerosas ocasiones como una de las mejores canciones de la historia del certamen. Por otra parte, muchos han sido los cantantes españoles que han desarrollado una importante carrera en torno a su paso por el concurso. Algunos de estos artistas son: Raphael, Julio Iglesias, Karina, Mocedades, Peret, Micky, Paloma San Basilio, Azúcar Moreno, Sergio Dalma, David Civera o Rosa López, entre otros. 
En los últimos años, son varios los artistas que han decidido representar a España tras estar consolidados en el mercado musical, como Soraya Arnelas, Pastora Soler, El sueño de Morfeo, Edurne, Blas Cantó o Melody. Asimismo, ha ayudado al despegue de artistas que llevaban varios años en el mundo de la música, teatro y televisión, como es el caso de Daniel Diges, Ruth Lorenzo, Barei o Chanel.
A fecha de abril de 2025, España es el país participante con el mayor tiempo transcurrido desde su última victoria, con 55 años.

## España y el«Big Five»
Desde 1999, un grupo de países se clasifican automáticamente para la final de Eurovisión, independientemente de su posición en la clasificación de la edición anterior. Hasta 2004 no hubo semifinales pero los últimos clasificados del año anterior no podían participar en la edición siguiente, debido al alto número de participantes. Se han ganado esta condición especial por ser uno de los cinco mayores contribuyentes financieros a la Unión Europea de Radiodifusión, sin la cual la producción del Festival de la Canción de Eurovisión no sería posible. Estos países son: Reino Unido, Francia, Italia, España y Alemania. Debido a su condición de «intocable» en el festival, estos países eran conocidos como el «Big Four», pero desde 2011 se denominó «Big Five», ya que Italia regresó al festival tras catorce años de ausencia. Esto implica que, desde 2004, año en que empiezan a celebrarse semifinales, España esté clasificada directamente en la final.

## Sistema de elección: artista y canción
RTVE durante su participación en el Festival, ha usado varias fórmulas para elegir a su representante y a su canción. En sus primeros años, fue por medio de concursos musicales radiofónicos. En 1963, probaría por primera vez la elección interna (uno de los formatos más recurridos). A mediados de los sesenta, utiliza concursos musicales con finales nacionales en teatros. En 1971 se emite Pasaporte a Dublín, la preselección española más famosa del siglo XX, en la que participan artistas como Rocío Jurado, Nino Bravo o la ganadora, Karina
Desde 1977 hasta 1999 elige a sus intérpretes y canciones de manera interna; son artistas que empiezan a triunfar en la música, y muchos de ellos, hoy en día, tienen fama mundial. 
Con el cambio de milenio, vuelve a los concursos musicales con el festival de la Eurocanción; del que salieron varios hits de la música española, pero será en 2002 cuando mejor explote la fórmula con el concurso musical de éxito internacional Operación Triunfo. 
Agotado el concurso, se inician diferentes procesos para buscar al representante del festival, haciendo diferentes galas de elección (Misión Eurovisión, Salvemos Eurovisión, Destino Eurovisión, Mira quién va a Eurovisión u Objetivo Eurovisión) con algunas elecciones internas entremedias, a veces presentando cantante y canción (Las Ketchup, Edurne y Blas Cantó en 2020) o eligiendo al cantante o pero dejando la canción en manos de la audiencia en una gala televisada (Pastora Soler, El Sueño de Morfeo y Blas Cantó en 2021)
En 2018 y 2019, tras el retorno de Operación Triunfo  a RTVE y su buena acogida por la audiencia, se volvió a elegir el representante a través del mismo.
Desde 2022, se organiza el Benidorm Fest en el Palau d'Esports l'Illa de Benidorm para decidir quién representa a España en el Festival de la Canción de Eurovisión. En este han participado artistas consagrados y emergentes y de él han salido canciones que han ocupado los puestos más altos de las listas de ventas. Aparte durante los días del festival se desarrollan numerosas actividades en la ciudad alicantina para todo el que vaya a disfrutar de este.

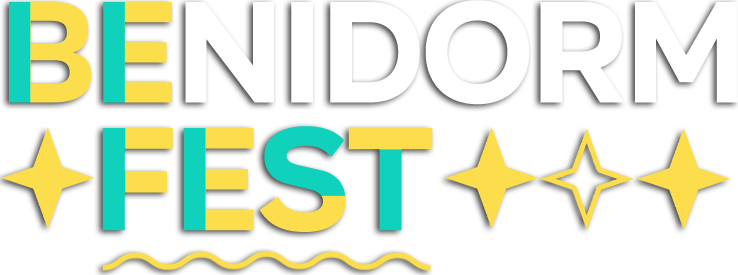
Logo del Benidorm Fest.

## Participaciones

### Final
Leyenda
     Ganador
     Segundo puesto
     Tercer puesto
     Cuarto o quinto puesto (Top 5)
     Último puesto
     Festival cancelado
| Año  | Sede       | Artista                      | Canción                                  | Idioma             | Posición           | Pts.               |
| ---- | ---------- | ---------------------------- | ---------------------------------------- | ------------------ | ------------------ | ------------------ |
| 1961 | Cannes     | Conchita Bautista            | «Estando contigo»                        | Español            | 9                  | 8                  |
| 1962 | Luxemburgo | Víctor Balaguer              | «Llámame»                                | Español            | 13                 | 0                  |
| 1963 | Londres    | José Guardiola               | «Algo prodigioso»                        | Español            | 12                 | 2                  |
| 1964 | Copenhague | Los TNT                      | «Caracola»                               | Español            | 12                 | 1                  |
| 1965 | Nápoles    | Conchita Bautista            | «¡Qué bueno, qué bueno!»                 | Español            | 15                 | 0                  |
| 1966 | Luxemburgo | Raphael                      | «Yo soy aquel»                           | Español            | 7                  | 9                  |
| 1967 | Viena      | Raphael                      | «Hablemos del amor»                      | Español            | 6                  | 9                  |
| 1968 | Londres    | Massiel                      | «La, la, la»                             | Español            | 1                  | 29                 |
| 1969 | Madrid     | Salomé                       | «Vivo cantando»                          | Español            | 1                  | 18                 |
| 1970 | Ámsterdam  | Julio Iglesias               | «Gwendolyne»                             | Español            | 4                  | 8                  |
| 1971 | Dublín     | Karina                       | «En un mundo nuevo»                      | Español            | 2                  | 116                |
| 1972 | Edimburgo  | Jaime Morey                  | «Amanece»                                | Español            | 10                 | 83                 |
| 1973 | Luxemburgo | Mocedades                    | «Eres tú»                                | Español            | 2                  | 125                |
| 1974 | Brighton   | Peret                        | «Canta y sé feliz»                       | Español            | 9                  | 10                 |
| 1975 | Estocolmo  | Sergio y Estíbaliz           | «Tú volverás»                            | Español            | 10                 | 53                 |
| 1976 | La Haya    | Braulio                      | «Sobran las palabras»                    | Español            | 16                 | 11                 |
| 1977 | Londres    | Micky                        | «Enséñame a cantar»                      | Español            | 9                  | 52                 |
| 1978 | París      | José Vélez                   | «Bailemos un vals»                       | Español, francés   | 9                  | 65                 |
| 1979 | Jerusalén  | Betty Missiego               | «Su canción»                             | Español            | 2                  | 116                |
| 1980 | La Haya    | Trigo Limpio                 | «Quédate esta noche»                     | Español            | 12                 | 38                 |
| 1981 | Dublín     | José María Bacchelli         | «Y sólo tú»                              | Español            | 14                 | 38                 |
| 1982 | Harrogate  | Lucía                        | «Él»                                     | Español            | 10                 | 52                 |
| 1983 | Múnich     | Remedios Amaya               | «¿Quién maneja mi barca?»                | Español            | 19                 | 0                  |
| 1984 | Luxemburgo | Bravo                        | «Lady, Lady»                             | Español            | 3                  | 106                |
| 1985 | Gotemburgo | Paloma San Basilio           | «La fiesta terminó»                      | Español            | 14                 | 36                 |
| 1986 | Bergen     | Cadillac                     | «Valentino»                              | Español            | 10                 | 51                 |
| 1987 | Bruselas   | Patricia Kraus               | «No estás solo»                          | Español            | 19                 | 10                 |
| 1988 | Dublín     | La Década Prodigiosa         | «Made in Spain (La chica que yo quiero)» | Español            | 11                 | 58                 |
| 1989 | Lausana    | Nina                         | «Nacida para amar»                       | Español            | 6                  | 88                 |
| 1990 | Zagreb     | Azúcar Moreno                | «Bandido»                                | Español            | 5                  | 96                 |
| 1991 | Roma       | Sergio Dalma                 | «Bailar pegados»                         | Español            | 4                  | 119                |
| 1992 | Malmö      | Serafín Zubiri               | «Todo esto es la música»                 | Español            | 14                 | 37                 |
| 1993 | Millstreet | Eva Santamaría               | «Hombres»                                | Español            | 11                 | 58                 |
| 1994 | Dublín     | Alejandro Abad               | «Ella no es ella»                        | Español            | 18                 | 17                 |
| 1995 | Dublín     | Anabel Conde                 | «Vuelve conmigo»                         | Español            | 2                  | 119                |
| 1996 | Oslo       | Antonio Carbonell            | «¡Ay, qué deseo!»                        | Español            | 20                 | 17                 |
| 1997 | Dublín     | Marcos Llunas                | «Sin rencor»                             | Español            | 6                  | 96                 |
| 1998 | Birmingham | Mikel Herzog                 | «¿Qué voy a hacer sin ti?»               | Español            | 16                 | 21                 |
| 1999 | Jerusalén  | Lydia                        | «No quiero escuchar»                     | Español            | 23                 | 1                  |
| 2000 | Estocolmo  | Serafín Zubiri               | «Colgado de un sueño»                    | Español            | 18                 | 18                 |
| 2001 | Copenhague | David Civera                 | «Dile que la quiero»                     | Español            | 6                  | 76                 |
| 2002 | Tallin     | Rosa López                   | «Europe's living a celebration»          | Español, inglés    | 7                  | 81                 |
| 2003 | Riga       | Beth Rodergas                | «Dime»                                   | Español            | 8                  | 81                 |
| 2004 | Estambul   | Ramón del Castillo           | «Para llenarme de ti»                    | Español            | 10                 | 87                 |
| 2005 | Kiev       | Son de Sol                   | «Brujería»                               | Español            | 21                 | 28                 |
| 2006 | Atenas     | Las Ketchup                  | «Un Blodymary»                           | Español            | 21                 | 18                 |
| 2007 | Helsinki   | D'Nash                       | «I love you mi vida»                     | Español, inglés    | 20                 | 43                 |
| 2008 | Belgrado   | Rodolfo Chikilicuatre        | «Baila el Chiki-chiki»                   | Español, inglés    | 16                 | 55                 |
| 2009 | Moscú      | Soraya Arnelas               | «La noche es para mí»                    | Español, inglés    | 24                 | 23                 |
| 2010 | Oslo       | Daniel Diges                 | «Algo pequeñito»                         | Español            | 15                 | 68                 |
| 2011 | Düsseldorf | Lucía Pérez                  | «Que me quiten lo bailao»                | Español            | 23                 | 50                 |
| 2012 | Bakú       | Pastora Soler                | «Quédate conmigo»                        | Español            | 10                 | 97                 |
| 2013 | Malmö      | El Sueño de Morfeo           | «Contigo hasta el final»                 | Español            | 25                 | 8                  |
| 2014 | Copenhague | Ruth Lorenzo                 | «Dancing in the Rain»                    | Inglés, español    | 10                 | 74                 |
| 2015 | Viena      | Edurne                       | «Amanecer»                               | Español            | 21                 | 15                 |
| 2016 | Estocolmo  | Barei                        | «Say Yay!»                               | Inglés             | 22                 | 77                 |
| 2017 | Kiev       | Manel Navarro                | «Do It for Your Lover»                   | Español, inglés    | 26                 | 5                  |
| 2018 | Lisboa     | Amaia Romero y Alfred García | «Tu canción»                             | Español            | 23                 | 61                 |
| 2019 | Tel Aviv   | Miki Núñez                   | «La venda»                               | Español            | 22                 | 54                 |
| 2020 | Róterdam   | Blas Cantó                   | «Universo»                               | Festival cancelado | Festival cancelado | Festival cancelado |
| 2021 | Róterdam   | Blas Cantó                   | «Voy a quedarme»                         | Español            | 24                 | 6                  |
| 2022 | Turín      | Chanel                       | «SloMo»                                  | Español, inglés    | 3                  | 459                |
| 2023 | Liverpool  | Blanca Paloma                | «Eaea»                                   | Español            | 17                 | 100                |
| 2024 | Malmö      | Nebulossa                    | «Zorra»                                  | Español            | 22                 | 30                 |
| 2025 | Basilea    | Melody                       | «Esa diva»                               | Español            | 24                 | 37                 |
| 2026 | Austria    | TBC                          | TBC                                      | TBC                | TBC                | TBC                |

La puntuación más alta que España ha obtenido en una final fue en el Festival de la Canción de Eurovisión 2022 celebrado en Turín, con Chanel Terrero y «SloMo» que obtuvieron 459 puntos y la tercera posición entre 40 países. Esta es la mejor posición de España en Eurovisión desde 1995. En segunda posición, en el ranking de la puntuación más alta está Mocedades en 1973 con la canción «Eres tú», con 125 puntos. En la tercera posición de la puntuación más alta está Anabel Conde en 1995 con la canción «Vuelve conmigo», empatando con Sergio Dalma (1991) con 119 puntos. En cuarta posición, está la peruana Betty Missiego con «Su canción» en 1979, empatando con Karina con «En un mundo nuevo» (1971) con 116 puntos. Junto a los casos anteriores, más el caso de Bravo (1984) (106 puntos) y Blanca Paloma (2023) (100 puntos), esas son las únicas ocasiones en que España ha alcanzado 100 puntos.

### Semifinal
Desde que se implantó el sistema de semifinales en 2004, España está exenta por formar parte del Big Five. Tan sólo participó en la criba a puerta cerrada para la elección de 22 finalistas en Oslo 1996.

### Representantes españoles por comunidad autónoma
| Comunidad autónoma         | Comunidad autónoma | Artistas |
| -------------------------- | ------------------ | --- |
| Comunidad de Madrid        | 15                 | Massiel, Julio Iglesias, Micky, Paloma San Basilio, Cadillac, Cecilia Fernández Blanco (La Década Prodigiosa), Carmelo Martínez (La Década Prodigiosa), Manel Santisteban (La Década Prodigiosa), Manuel Aguilar (La Década Prodigiosa), Antonio Carbonell, Marcos Llunas, Lydia, Daniel Diges, Edurne y Barei. |
| Andalucía                  | 15                 | Conchita Bautista, Raphael, Karina, Lucía, Remedios Amaya, Manuel Rodríguez (La Década Prodigiosa), Eva Santamaría, Anabel Conde, Rosa López, Son de Sol, Las Ketchup, Basty y Javi (D'Nash), Pastora Soler y Melody.                                                                                           |
| Cataluña                   | 11                 | Víctor Balaguer, José Guardiola, Salomé, Peret, José María Bacchelli, Nina, Sergio Dalma, Beth, David Fernández Ortiz (Rodolfo Chikilicuatre), Manel Navarro, Alfred García y Miki Núñez. |
| Canarias                   | 7                  | Braulio, José Vélez, Ana Nery Fragoso (La Década Prodigiosa), Ramón, Mikel Hennet (D'Nash) y Raquel del Rosario (El sueño de Morfeo). |
| País Vasco                 | 6                  | Mocedades, Sergio y Estíbaliz, Trigo Limpio, Bravo, José Subiza (La Década Prodigiosa) y Mikel Herzog. |
| Comunidad Valenciana       | 5                  | Jaime Morey, Javier de Juan (La Década Prodigiosa), Ony (D'Nash), Blanca Paloma y Nebulossa. |
| Principado de Asturias     | 2                  | David Feito y Juan Luis Suárez (El sueño de Morfeo) |
| Extremadura                | 2                  | Azúcar Moreno y Soraya Arnelas |
| Comunidad Foral de Navarra | 2                  | Serafín Zubiri y Amaia |
| Región de Murcia           | 2                  | Ruth Lorenzo y Blas Cantó |
| Aragón                     | 1                  | David Civera |
| Galicia                    | 1                  | Lucía Pérez |

Los grupos Mocedades, Son de Sol, Las Ketchup, Cadillac y los dúos Sergio y Estíbaliz y Nebulossa tienen todos sus componentes de la misma comunidad autónoma y por eso se anotan de manera unitaria. El grupo Bravo se considera de manera unitaria, vasco por el origen de la cantante principal aunque no todos los miembros sean vascos (Amaya Saizar es de San Sebastián y Yolanda Hoyos nació en Palencia aunque es asturiana).
Patricia Krauss es considerada canaria aunque naciera en Milán, pues su padre, el tenor Alfredo Kraus, era de Las Palmas de Gran Canaria y ella se crio en las islas. En el caso de otros cantantes, nacieron en Madrid debido al trabajo de sus padres; así Julio Iglesias es de origen gallego y Massiel asturiana.

### Representantes españoles de origen no español
| País    | País | Artistas       |
| ------- | ---- | -------------- |
| Uruguay | 1    | Los TNT        |
| Perú    | 1    | Betty Missiego |
| Italia  | 1    | Patricia Kraus |
| Chile   | 1    | Alejandro Abad |
| Cuba    | 1    | Chanel         |

## Congratulations: 50 Years of the Eurovision Song Contest
El 22 de octubre de 2005 se celebró la gala Congratulations: 50 Years of the Eurovision Song Contest conmemorando el 50º aniversario del festival desde el Forum Copenhagen organizado por la Danmarks Radio. Los presentadores de la gala fueron la estadounidense Katrina Leskanich (ex componente del grupo Katrina & The Waves, ganadores de 1997) y Renārs Kaupers (solista del grupo letón Brainstorm, terceros de 2000).
En esta gala se votó para elegir la mejor canción hasta la fecha del festival. Ganó Waterloo del grupo ABBA, quienes representaron a Suecia en el Festival de 1974. El segundo lugar fue para Domenico Modugno y Nel blu dipinto di blu de 1958, edición en la que había acabado tercero. El tercer lugar se lo llevó Johnny Logan con Hold me now, tema ganador de la edición de 1987.
España consiguió ser representada en la gala Congratulations, con la canción de 1973, Eres tú de Mocedades. Esta canción fue seleccionada entre las 14 mejores de la historia del Festival, por un jurado experto de la Unión Europea de Radiodifusión y una votación en línea y más tarde telefónica. Aunque esta canción no ganó el festival, fue uno de los grandes éxitos de la historia del certamen. Nuestra Massiel (ganadora del festival en 1968 con La, la, la) también estuvo presente, fuera de concurso, en esta gala especial en la que se homenajeo su amplia trayectoria.
| Artista   | Canción   | 2.ª Ronda       | Puntos          | 1.ª Ronda | Puntos | Año  | Posición | Puntos |
| --------- | --------- | --------------- | --------------- | --------- | ------ | ---- | -------- | ------ |
| Mocedades | «Eres tú» | No se clasificó | No se clasificó | 11        | 90     | 1973 | 2        | 125    |

## Eurovision Greatest Hits
El 31 de marzo de 2015, se celebró la gala Eurovision's Greatest Hits desde el Eventim Apollo Hammersmith de Londres, conmemorando así el 60.º aniversario del festival organizado por la BBC y presentado por Petra Mede (humorista sueca, presentadora del Festival de Eurovisión en 2013, 2016 con Mans Zelmerlöw y 2024 con Malin Åkerman) y Graham Norton (actor irlandés, presentador de The Graham Norton Show desde 2007 en el canal BBC One y desde 2009 comentarista del Festival de Eurovisión de la BBC).
La participante en Eurovisión 2002, Rosa López representó a España en la gala del 60.º aniversario del festival en Londres. Rosa interpretó un popurrí con las candidaturas españolas más famosas del certamen, entre las que se encuentran su «Europe's living a celebration» y otras canciones como La, la, la, Vivo cantando y Eres tú.
Esta gala tuvo un formato distinto respecto a Congratulations, ya que no hubo votaciones. Rosa compartió escenario con artistas como Emmelie de Forest, Dana International, Lordi, Loreen, Johnny Logan o Conchita Wurst, entre otros.
En España se presentó el 23 de mayo de 2015, horas antes de que comenzara la LX edición del festival de Eurovisión. Al igual que esta, tuvo de comentaristas a José María Íñigo y Julia Varela.

## Festivales organizados en España

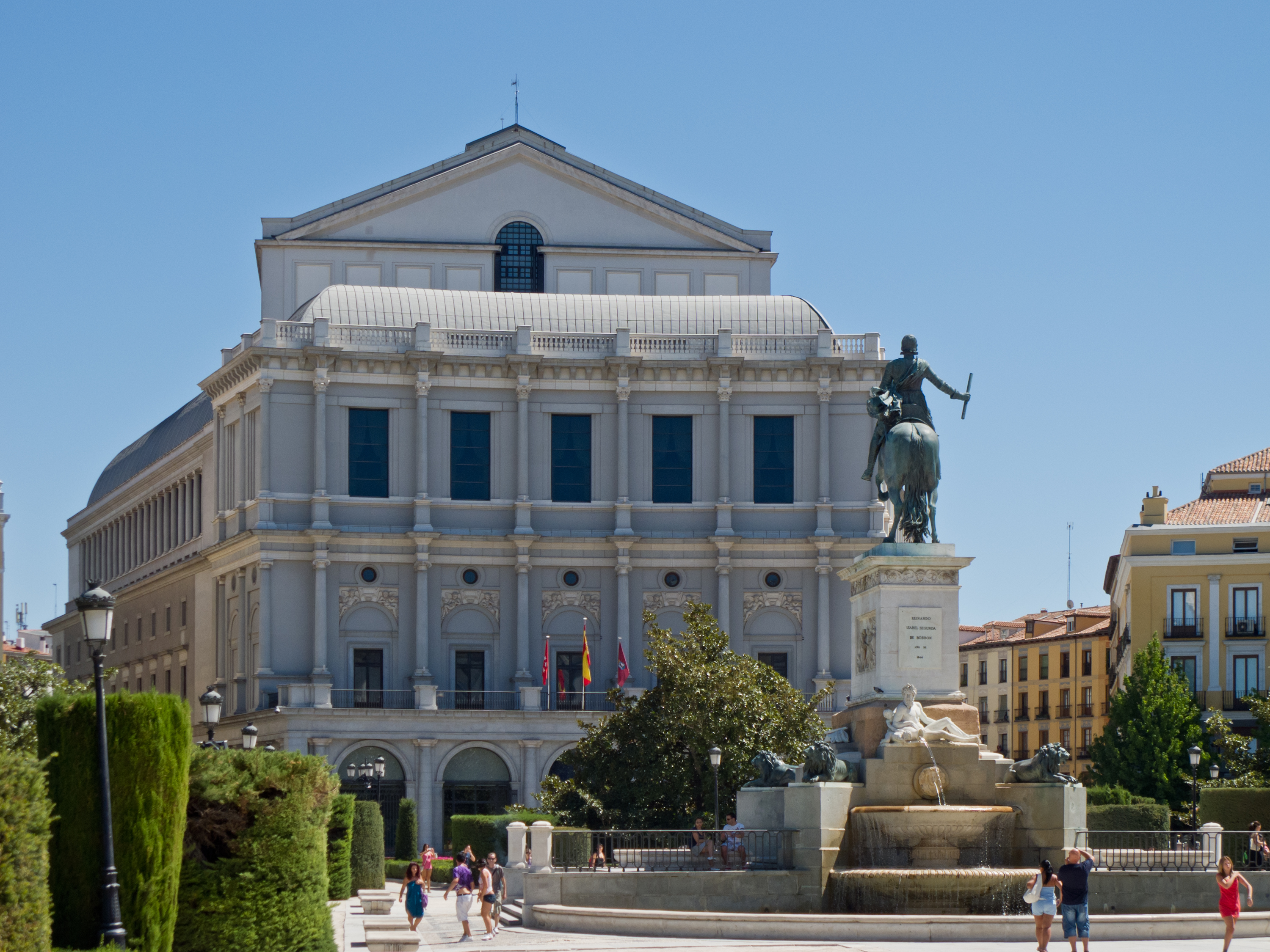
Teatro Real de Madrid.

España ganó el XIII Festival de la Canción de Eurovisión (Massiel con la canción "La, la, la"), por lo que RTVE debía organizarlo el año siguiente. TVE escogió el Teatro Real de Madrid como sede del XIV Festival de la Canción de Eurovisión. Debido a las reducidas dimensiones del espacio, se habilitó una sala contigua al teatro, con pantalla gigante, para albergar a los muchos periodistas acreditados. Salvador Dalí recibió el encargo de hacer el cartel promocional del Festival. La dirección estuvo a cargo de Artur Kaps y la realización fue de Ramón Díez.
Fue uno de los festivales más controvertidos de todos los tiempos. TVE tuvo que hacer un importante esfuerzo técnico y económico para la realización de este evento; el cual, además, debía ser en color, algo totalmente novedoso para España. Al final de las votaciones se produjo algo inaudito hasta el momento: un cuádruple empate en la primera posición entre Francia, Reino Unido, Países Bajos y España. Al no existir reglas de desempate quedaron los cuatro países como ganadores ex aequo siendo la única vez que ha pasado esto.
| Edición                                          | Ciudad sede | Localización | Presentadores                            |
| ------------------------------------------------ | ----------- | ------------ | ---------------------------------------- |
| Festival de la Canción de Eurovisión 1969        | Madrid      | Teatro Real  | Laura Valenzuela                         |
| Festival de la Canción de Eurovisión Junior 2024 | Madrid      | Caja Mágica  | Ruth Lorenzo, Marc Clotet, Melani García |

Por otra parte, Francia ganó el XXI Festival de la Canción de Eurovision Junior 2023 (celebrado en ese mismo país), pero decidieron no volver a acoger el festival. Así España, que quedó en segundo lugar en la clasificación de 2023, fue el país anfitrión en la edición siguiente. El 10 de mayo de 2024 se dio a conocer en una rueda de prensa celebrada en Malmö (sede de Eurovisión 2024) que la ciudad escogida para albergar el festival sería Madrid.
El evento tuvo lugar el 16 de noviembre de 2024. Fue el primer festival júnior celebrado en España (ya que cuando María Isabel ganó en 2004 al año siguiente se celebró en Bélgica) y el segundo de la UER teniendo en cuenta el sénior. 

## Votación de España
Hasta 2025, la votación de España ha sido:
| Más puntos otorgados solo en la gran final | Más puntos otorgados solo en la gran final | Más puntos otorgados solo en la gran final |
| Pos.                                       | País                                       | Puntos                                     |
| ------------------------------------------ | ------------------------------------------ | ------------------------------------------ |
| 1                                          | Italia                                     | 282                                        |
| 2                                          | Alemania                                   | 245                                        |
| 3                                          | Portugal                                   | 201                                        |
| 4                                          | Francia                                    | 198                                        |
| 5                                          | Suecia                                     | 197                                        |

| Más puntos otorgados en semifinales y final | Más puntos otorgados en semifinales y final | Más puntos otorgados en semifinales y final |
| Pos.                                        | País                                        | Puntos                                      |
| ------------------------------------------- | ------------------------------------------- | ------------------------------------------- |
| 1                                           | Portugal                                    | 313                                         |
| 2                                           | Italia                                      | 282                                         |
| 3                                           | Alemania                                    | 245                                         |
| 4                                           | Suecia                                      | 241                                         |
| 5                                           | Israel                                      | 217                                         |

| Más puntos recibidos | Más puntos recibidos | Más puntos recibidos |
| Pos.                 | País                 | Puntos               |
| -------------------- | -------------------- | -------------------- |
| 1                    | Portugal             | 265                  |
| 2                    | Francia              | 201                  |
| 3                    | Suiza                | 192                  |
| 4                    | Bélgica              | 169                  |
| 5                    | Grecia               | 158                  |

## 12 puntos
En el siguiente apartado se recogen los 12 puntos otorgados por España desde que existe este sistema de votación (1975).

### Final (1975 - 2003)
| Año  | País                | Año  | País                | Año  | País    | Año  | País     | Año  | País     |
| ---- | ------------------- | ---- | ------------------- | ---- | ------- | ---- | -------- | ---- | -------- |
| 1975 | Países Bajos        | 1981 | Alemania Occidental | 1987 | Italia  | 1993 | Portugal | 1999 | Croacia  |
| 1976 | Reino Unido         | 1982 | Alemania Occidental | 1988 | Irlanda | 1994 | Portugal | 2000 | Alemania |
| 1977 | Grecia              | 1983 | Grecia              | 1989 | Italia  | 1995 | Croacia  | 2001 | Grecia   |
| 1978 | Luxemburgo          | 1984 | Italia              | 1990 | Italia  | 1996 | Bélgica  | 2002 | Letonia  |
| 1979 | Alemania Occidental | 1985 | Italia              | 1991 | Israel  | 1997 | Turquía  | 2003 | Bélgica  |
| 1980 | Alemania Occidental | 1986 | Irlanda             | 1992 | Malta   | 1998 | Alemania |      |          |

| Año  | País    | Año  | País     |
| ---- | ------- | ---- | -------- |
| 2004 | Andorra | 2010 | Portugal |
| 2005 | Rumanía | 2011 | Islandia |
| 2006 | Armenia | 2012 | Rumanía  |
| 2007 | Andorra | 2013 | Noruega  |
| 2008 | Andorra | 2014 | Suecia   |
| 2009 | Noruega | 2015 | Estonia  |

| Año  | Jurado             | Televoto           | Conjunto           |
| ---- | ------------------ | ------------------ | ------------------ |
| 2025 | Armenia            | Austria            | Armenia            |
| 2017 | Portugal           | Portugal           | Portugal           |
| 2018 | Israel             | Irlanda            | Chipre             |
| 2019 | Australia          | Portugal           | Australia          |
| 2020 | Festival cancelado | Festival cancelado | Festival cancelado |
| 2021 | Suiza              | Portugal           | Portugal           |
| 2022 | Azerbaiyán         | Rumanía            | Rumanía            |
| 2023 | Sin Jurado         | Eslovenia          | Eslovenia          |
| 2024 | Sin Jurado         | Israel             | Israel             |
| 2025 | Sin Jurado         | Ucrania            | Ucrania            |

| Año  | País     | Año  | País     |
| ---- | -------- | ---- | -------- |
| 2004 | Alemania | 2010 | Alemania |
| 2005 | Rumanía  | 2011 | Italia   |
| 2006 | Rumanía  | 2012 | Suecia   |
| 2007 | Rumanía  | 2013 | Italia   |
| 2008 | Rumanía  | 2014 | Austria  |
| 2009 | Noruega  | 2015 | Italia   |

| Año  | Jurado             | Televoto           | Conjunto           |
| ---- | ------------------ | ------------------ | ------------------ |
| 2016 | Armenia            | Bulgaria           | Armenia            |
| 2017 | Portugal           | Portugal           | Portugal           |
| 2018 | Chipre             | Israel             | Israel             |
| 2019 | Suecia             | Italia             | Países Bajos       |
| 2020 | Festival cancelado | Festival cancelado | Festival cancelado |
| 2021 | Francia            | Francia            | Francia            |
| 2022 | Azerbaiyán         | Ucrania            | Italia             |
| 2023 | Suecia             | Finlandia          | Israel             |
| 2024 | Suiza              | Israel             | Suiza/ Irlanda     |
| 2025 | Suiza              | Israel             | Austria/ Ucrania   |

### Recibidos
En este apartado se recogen los 12 puntos recibidos por España en la gran final desde que existe este sistema de votación (1975). Los años en que España no recibió los 12 puntos de ningún país no se muestran.
| Año  | Países que otorgaron los 12 puntos a España |
| ---- | --- |
| 1978 | Dinamarca |
| 1979 | Alemania Occidental, Bélgica, Italia, Suiza |
| 1984 | Portugal, Turquía |
| 1985 | Turquía |
| 1990 | Alemania |
| 1991 | Chipre, Suiza |
| 1995 | Bélgica, Israel |
| 1997 | Malta |
| 2001 | Israel |
| 2002 | Bélgica, Francia, Suiza |
| 2003 | Israel, Portugal |
| 2004 | Andorra, Portugal |
| 2005 | Andorra |
| 2006 | Andorra |
| 2007 | Albania |
| 2008 | Andorra |
| 2009 | Andorra |
| 2010 | Portugal |
| 2011 | Francia, Portugal |
| 2012 | Jurado: Portugal, Reino Unido Conjunto: Portugal |
| 2014 | Albania |
| 2016 | Italia (jurado) |
| 2018 | Portugal (público) |
| 2019 | Portugal (público) |
| 2022 | Jurado: Armenia, Australia, Irlanda, Macedonia del Norte, Malta, San Marino, Portugal, Suecia. Público: Grecia Conjunto: Armenia, Bulgaria, Grecia, Irlanda, Portugal, San Marino y Suiza |
| 2023 | Portugal (conjunto) |

## Comentaristas, portavoces y jefes de delegación
Durante la historia del Festival, diferentes locutores y portavoces han retransmitido las galas y las votaciones de España. Entre los comentaristas destacan Federico Gallo, Miguel de los Santos, Luis Cobos, José Luis Uribarri (que es quien acumuló más retransmisiones), Beatriz Pécker y José María Íñigo. 
En 2015, por primera vez hubo un dúo de comentaristas: José María Íñigo y Julia Varela. Desde 2018, tras el fallecimiento de José María Íñigo, este fue sustituido por Tony Aguilar (locutor de LOS40) y comenta las dos semifinales y la final junto con Julia Varela con el apoyo en cabina de Víctor Escudero. Desde 2024 RTVE retransmite el festival con comentarios en catalán para Ràdio 4 y sus desconexiones catalanoparlantes locutadas por Xavi Martínez y Sonia Urbano.
Por otro lado, las votaciones del festival incluyen desde 1994 a un portavoz en imagen (hasta entonces se hacía vía telefónica), teniendo lugar en diferentes ciudades españolas: Madrid, Barcelona (en 2017), Granada (en 2019) y Benidorm (desde 2022). Tuvieron este papel en alguna ocasión Hugo de Campos, Jennifer Rope, Anne Igartiburu, Ainhoa Arbizu, Sonia Ferrer, Elena S. Sánchez o Nieves Álvarez entre otros. 
Desde 2023 RTVE apuesta por exrepresentantes españoles como portavoces siendo así Ruth Lorenzo, Soraya Arnelas y Chanel las elegidas en cada uno de estos tres últimos años.
| Año             | Jefe/a de la delegación      | Referencia  |
| --------------- | ---------------------------- | ----------- |
| 1979            | Pepita Martínez              | [ 2 ]       |
| 1980-1986       | Carlos Tena / Javier Caballé |             |
| 1987-1988       | Jesús Picatoste              |             |
| 1989-1991       | Charo González               |             |
| 1991-2001       | María Teresa Segura          |             |
| 2002-2016       | Federico Llano               | [ 3 ]       |
| 2017-2021       | Ana María Bordas             | [ 4 ]       |
| 2022-2023       | Ana María Bordas / Eva Mora  | [ 5 ] [ 6 ] |
| 2024-2025       | Ana María Bordas             | [ 7 ]       |
| 2025-actualidad | César Vallejo                | [ 8 ]       |

## Coristas y bailarines
Existe una norma en Eurovisión que limita a seis el número de personas que pueden actuar en el escenario del festival por razones técnicas. Entre ellos, se incluyen los cantantes principales, coristas, bailarines y otras funciones. 
En España, han pasado por el certamen coristas y bailarines de gran renombre, algunos de ellos pertenecientes ya al imaginario colectivo, como el mítico Trío La La La (coristas de Massiel) formado por María Dolores Arena, María Jesús Aguirre y Mercedes Valimaña; o Los Valldemosa (coristas de Salomé) formado por Tomeu, Bernat y Rafel Estaràs. En 1995 con Anabel Conde y en 1998 con Mikel Herzog, una de las coristas fue la prestigiosa Andrea Bronston, hija del productor de cine Samuel Bronston. 
También destaca el coro de Rosa en 2002, formado por sus compañeros David Bisbal, David Bustamante, Chenoa, Gisela y Geno, de la academia de Operación Triunfo 2001. La actriz Silvia Abril también participó como corista y bailarina de Rodolfo Chikilicuatre en 2008. Los bailarines de Chanel, algunos conocidos por sus trabajos anteriores y a partir de su participación en Eurovisión, fueron Exon Narcos, Josh Huerta, María Pérez, Pol Soto y Raquel Caurín. 
Estos son algunos de los coristas/bailarines que más veces han pisado el escenario eurovisivo por España:
| Nombre                            | N.º participaciones | Ediciones                     |
| --------------------------------- | ------------------- | ----------------------------- |
| Mercedes Valimaña (Trío La La La) | 5                   | 1968, 1970, 1971, 1975 y 1978 |
| José María Guzmán                 | 4                   | 1980, 1986, 1995 y 1998       |
| Hermanas Ross                     | 3                   | 1972, 1976 y 1981             |
| Mey Green                         | 3                   | 2012, 2013 y 2014             |
| Andrea Bronston                   | 2                   | 1995 y 1998                   |
| Sol Pilas                         | 2                   | 1995 y 1998                   |
| Rebeca Rods                       | 3                   | 2007, 2012 y 2016             |
| Milena Brody                      | 2                   | 2013 y 2016                   |

## Otros premios de España en Eurovisión
| Año  | Sede      | Premio                  | Categoría      | Artista       | Canción              | Final ESC | Puntos |
| ---- | --------- | ----------------------- | -------------- | ------------- | -------------------- | --------- | ------ |
| 1999 | Jerusalén | Premio Barbara Dex      |                | Lydia         | «No quiero escuchar» | 23        | 1      |
| 2003 | Riga      | Premios Marcel Bezençon | Fan Award      | Beth Rodergas | «Dime»               | 8         | 81     |
| 2007 | Helsinki  | ESC Radio Awards        | Best Song 2007 | D'Nash        | «I love you mi vida» | 20        | 43     |

## Audiencias
La retransmisión del festival suele ser el acontecimiento no deportivo más visto en España año tras año. Desde 1992, cuando comienzan las estadísticas fiables de audiencia, ésta fue aceptable o buena en numerosas ediciones, especialmente en 1993 y 2002. Los datos más bajos se dieron en los festivales de 1992, 1994 y 2007. 
Con el fenómeno Operación Triunfo, la edición de 2002 se convierte en la Eurovisión más vista y el programa de mayor audiencia sólo por detrás del Mundial de Fútbol de 2010 y la boda de Felipe de Borbón y Letizia Ortiz (si se suman todos los canales en los que se retransmitió). En 2003 el festival fue el programa más visto del año y en 2004 el programa no deportivo más visto. 
En 2008 también se batió un nuevo récord de audiencia mediante la elección del polémico Rodolfo Chikilicuatre, personaje de ficción interpretado por David Fernández Ortiz e incubado en el late night Buenafuente del canal privado La Sexta. Las ediciones de 2012 con Pastora Soler, la de 2018 con Alfred y Amaia y la de 2022 con Chanel, consiguieron también picos de audiencias especialmente altos.
El festival fue retransmitido desde 1961 hasta 1983 en La 1 de TVE. Al año siguiente y con motivo de la Final de la Copa del Rey que enfrentó al Athletic Club y el F. C. Barcelona, el festival fue relegado a La 2 de TVE y que sería retransmitido durante nueve ediciones, hasta que volvió a La 1 en 1993. Las semifinales fueron retransmitidas desde 2004 hasta 2021, incluyendo una de las semis del 2023 en La 2. A partir del 2022 se emiten en La 1, incluyendo una de las semis del 2023.
A continuación, se muestra una tabla con todos los datos de audiencias, desde que estos existen.
| Final       | Año  | Sede       | Representante         | Audiencia (Final)  | Cuota de pantalla (Final) | Canal (Final)                    | Audiencia (SF1)         | Cuota de pantalla (SF1) | Canal (SF1)             | Audiencia (SF2)         | Cuota de pantalla (SF2) | Canal (SF2)             |
| ----------- | ---- | ---------- | --------------------- | ------------------ | ------------------------- | -------------------------------- | ----------------------- | ----------------------- | ----------------------- | ----------------------- | ----------------------- | ----------------------- |
| 9 de mayo   | 1992 | Malmö      | Serafín Zubiri        | 3.005.000          | 25,4%                     | La 2                             |                         |                         |                         |                         |                         |                         |
| 15 de mayo  | 1993 | Millstreet | Eva Santamaría        | 5.053.000          | 42,2%                     | La 1                             |                         |                         |                         |                         |                         |                         |
| 30 de abril | 1994 | Dublín     | Alejandro Abad        | 3.037.000          | 26,1%                     | La 1                             |                         |                         |                         |                         |                         |                         |
| 13 de mayo  | 1995 | Dublín     | Anabel Conde          | 4.458.000          | 35,5%                     | La 1                             |                         |                         |                         |                         |                         |                         |
| 18 de mayo  | 1996 | Oslo       | Antonio Carbonell     | 3.650.000          | 27,5%                     | La 1                             |                         |                         |                         |                         |                         |                         |
| 3 de mayo   | 1997 | Dublín     | Marcos Llunas         | 3.224.000          | 30,4%                     | La 1                             |                         |                         |                         |                         |                         |                         |
| 9 de mayo   | 1998 | Birmingham | Mikel Herzog          | 4.145.000          | 32,3%                     | La 1                             |                         |                         |                         |                         |                         |                         |
| 29 de mayo  | 1999 | Jerusalén  | Lydia                 | 3.950.000          | 34,2%                     | La 1                             |                         |                         |                         |                         |                         |                         |
| 13 de mayo  | 2000 | Estocolmo  | Serafín Zubiri        | 4.056.000          | 34,8%                     | La 1                             |                         |                         |                         |                         |                         |                         |
| 12 de mayo  | 2001 | Copenhague | David Civera          | 5.614.000          | 45,7%                     | La 1                             |                         |                         |                         |                         |                         |                         |
| 25 de mayo  | 2002 | Tallin     | Rosa López            | 12.755.000         | 80,4%                     | La 1                             |                         |                         |                         |                         |                         |                         |
| 24 de mayo  | 2003 | Riga       | Beth                  | 8.790.000          | 58,4%                     | La 1                             |                         |                         |                         |                         |                         |                         |
| 15 de mayo  | 2004 | Estambul   | Ramón                 | 6.826.000          | 50,1%                     | La 1                             | 1.329.000               | 7,8%                    | La 2                    |                         |                         |                         |
| 21 de mayo  | 2005 | Kiev       | Son de Sol            | 4.712.000          | 35,5%                     | La 1                             | 1.274.000               | 8,7%                    | La 2                    |                         |                         |                         |
| 20 de mayo  | 2006 | Atenas     | Las Ketchup           | 4.892.000          | 38,9%                     | La 1                             | 1.284.000               | 8,4%                    | La 2                    |                         |                         |                         |
| 12 de mayo  | 2007 | Helsinki   | D'Nash                | 3.373.000          | 28,0%                     | La 1                             | 1.037.000               | 6,9%                    | La 2                    |                         |                         |                         |
| 24 de mayo  | 2008 | Belgrado   | Rodolfo Chikilicuatre | 9.336.000          | 59,3%                     | La 1                             | 1.176.000               | 7,0%                    | La 2                    | TVE no emitió esta gala | TVE no emitió esta gala | TVE no emitió esta gala |
| 16 de mayo  | 2009 | Moscú      | Soraya Arnelas        | 5.122.000          | 35,9%                     | La 1 (directo) TVE HD (diferido) | 115.000                 | 3,4%                    | La 2 (diferido)         | 633.000                 | 3,6%                    | La 2 (diferido)         |
| 29 de mayo  | 2010 | Oslo       | Daniel Diges          | 5.760.000          | 41,9%                     | La 1 (directo) TVE HD (diferido) | 660.000                 | 4,0%                    | La 2                    | TVE no emitió esta gala | TVE no emitió esta gala | TVE no emitió esta gala |
| 14 de mayo  | 2011 | Düsseldorf | Lucía Pérez           | 4.724.000          | 32,3%                     | La 1 (directo) TVE HD (diferido) | 530.000                 | 3,0%                    | La 2                    | 516.000                 | 2,9%                    | La 2                    |
| 26 de mayo  | 2012 | Bakú       | Pastora Soler         | 6.542.000          | 43,5%                     | La 1 TVE HD                      | 660.000                 | 3,8%                    | La 2 TVE HD             | TVE no emitió esta gala | TVE no emitió esta gala | TVE no emitió esta gala |
| 18 de mayo  | 2013 | Malmö      | El sueño de Morfeo    | 5.369.000          | 33,1%                     | La 1 TVE HD                      | TVE no emitió esta gala | TVE no emitió esta gala | TVE no emitió esta gala | 492.000                 | 2,7%                    | La 2                    |
| 10 de mayo  | 2014 | Copenhague | Ruth Lorenzo          | 5.141.000          | 35,2%                     | La 1 La 1 HD                     | 626.000                 | 3,5%                    | La 2                    | TVE no emitió esta gala | TVE no emitió esta gala | TVE no emitió esta gala |
| 23 de mayo  | 2015 | Viena      | Edurne                | 5.958.000          | 39,3%                     | La 1 La 1 HD                     | 543.000                 | 3,0%                    | La 2                    | 516.000                 | 3,1%                    | La 2                    |
| 14 de mayo  | 2016 | Estocolmo  | Barei                 | 4.292.000          | 29,8%                     | La 1 La 1 HD                     | 569.000                 | 3,1%                    | La 2                    | 432.000                 | 2,4%                    | La 2                    |
| 13 de mayo  | 2017 | Kiev       | Manel Navarro         | 3.918.000          | 27,2%                     | La 1 La 1 HD                     | 506.000                 | 2,8%                    | La 2                    | 461.000                 | 2,7%                    | La 2                    |
| 12 de mayo  | 2018 | Lisboa     | Amaia y Alfred        | 7.170.000          | 43,5%                     | La 1 La 1 HD                     | 746.000                 | 4,4%                    | La 2 La 2 HD            | 524.000                 | 3,1%                    | La 2 La 2 HD            |
| 18 de mayo  | 2019 | Tel Aviv   | Miki Núñez            | 5.449.000          | 36,7%                     | La 1 La 1 HD                     | 527 000                 | 3,3%                    | La 2 La 2 HD            | 489.000                 | 3,1%                    | La 2 La 2 HD            |
| 16 de mayo  | 2020 | Róterdam   | Blas Cantó            | Festival cancelado | Festival cancelado        | Festival cancelado               | Festival cancelado      | Festival cancelado      | Festival cancelado      | Festival cancelado      | Festival cancelado      | Festival cancelado      |
| 22 de mayo  | 2021 | Róterdam   | Blas Cantó            | 4.071.000          | 29,4%                     | La 1 La 1 HD                     | 564.000                 | 3,6%                    | La 2 La 2 HD            | 600.000                 | 4,1%                    | La 2 La 2 HD            |
| 14 de mayo  | 2022 | Turín      | Chanel                | 6.835.000          | 50,8%                     | La 1 La 1 HD                     | 1.245.000               | 9,2%                    | La 1 La 1 HD            | 1.491.000               | 11,0%                   | La 1 La 1 HD            |
| 13 de mayo  | 2023 | Liverpool  | Blanca Paloma         | 4.839.000          | 39,7%                     | La 1 La 1 HD                     | 594.000                 | 4,3%                    | La 2 La 2 HD            | 1.214.000               | 9,2%                    | La 1 La 1 HD            |
| 11 de mayo  | 2024 | Malmö      | Nebulossa             | 4.886.000          | 41,8%                     | La 1 HD La 1 UHD                 | 722.000                 | 5,7%                    | La 2 HD                 | 1.285.000               | 10,4%                   | La 1 HD La 1 UHD        |
| 17 de mayo  | 2025 | Basilea    | Melody                | 5.884.000          | 50,1%                     | La 1 HD La 1 UHD                 | 1.348.000               | 11,0%                   | La 1 HD La 1 UHD        | 804.000                 | 6.5%                    | La 2 HD                 |

     Programa líder en su franja horaria (Prime time).

## Galería de imágenes
|                                     |
| Conchita Bautista en Nápoles (1965) |

|                                    |
| Julio Iglesias en Ámsterdam (1970) |

|                                |
| Trigo Limpio en La Haya (1980) |

|                          |
| Ramón en Estambul (2004) |

|                           |
| D'Nash en Helsinki (2007) |

|                                          |
| Rodolfo Chikilicuatre en Belgrado (2008) |

|                             |
| Daniel Diges en Oslo (2010) |

|                                    |
| El Sueño de Morfeo en Malmö (2013) |

|                                  |
| Ruth Lorenzo en Copenague (2014) |

|                        |
| Edurne en Viena (2015) |

|                           |
| Barei en Estocolmo (2016) |

|                                   |
| Amaia and Alfred en Lisboa (2018) |

|                         |
| Miki en Tel Aviv (2019) |

|                                   |
| Blanca Paloma en Liverpool (2023) |

|                           |
| Nebulossa en Malmö (2024) |

| |
| Chanel, participante en 2022. En Malmö en 2024, participando en el Interval Act de la 1ª Semifinal de ese año. |